# Блэкберн
Блэ́кберн  (англ. Blackburn) — город в графстве Ланкашир в Северо-Западной Англии, административный центр унитарной единицы Блэкберн-уит-Даруэн.

## Географическое положение
Город расположен в южной части графства Ланкашир на реке Блэкберн, у Лидс-Ливерпульского канала, на узле четырёх железных дорог и вблизи богатых копей каменного угля, в 38 км к ССЗ от Манчестера.

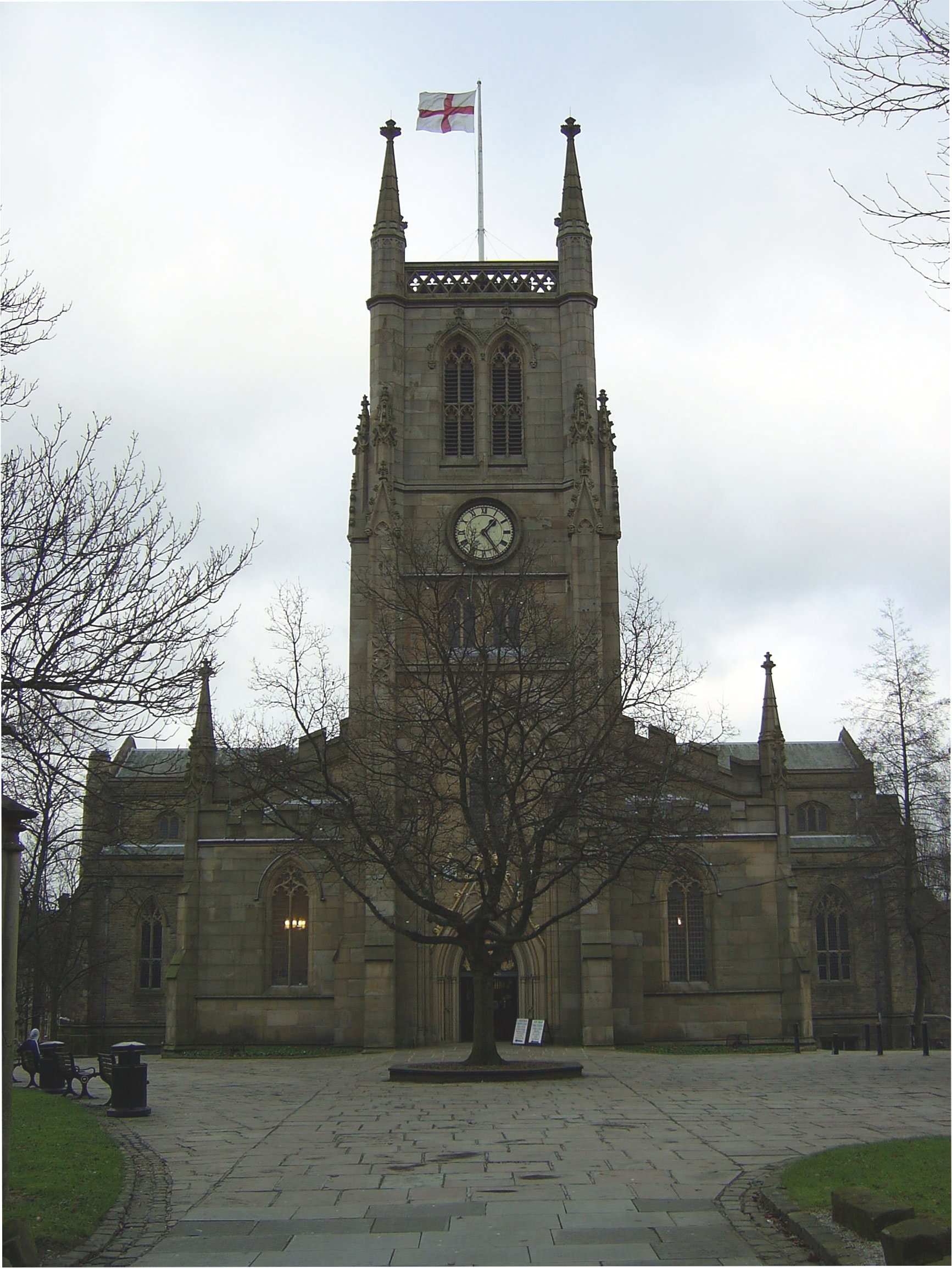
Блэкбернский собор

## Этимология
Название города впервые появляется в качестве Blacheborne в 1086 году. Происхождение названия однозначно не выяснено. Было высказано предположение, что это может быть сочетание старого английского слова «bleach», вместе с формой слова «burn», то есть «поток», связанное, вероятно, с процессом отбеливания, очищения; может быть, «святой источник» используемый первобытным человеком ещё во время железного века. Кроме того, название города может просто означать «black burn», или «чёрный поток».

## История
В XIX веке Блэкберн представлял собой быстро разрастающийся фабричный город, население которого, не превышавшее в 1821 году 21 940 человек, достигло в 1888 году 119 039 человек и к 2006 году 105 085 человек.
В своих старых частях город неправильно построен, имеет ратушу, прелестный парк, галерею суконщиков, биржу, 14 церквей, основанную в 1567 году латинскую школу и несколько ланкастерских, ремесленный институт, библиотеку и музей. Уже в 1650 году Блэкберн славился своими льнянобумажными тканями, а ныне прядение и тканье грубых хлопчатобумажных материй представляет главную ветвь местной промышленности, дающую занятие более чем 30 000 рабочим. Кроме того, в городе находят себе занятие около 4000 чел. на фабриках набивного ситца, на бумажных мельницах, в каменноугольных копях, в железных и машиностроительных заводах, камнеломнях и др. Блэкберн имеет 220 фабрик, 250 мастерских. Блэкберн — родина Джеймса Харгривса, изобретателя прядильной машины, известной под названием прялка «Дженни» (1767), изгнанного за это из города. В деревне Рибчестер (1357 жителей) на реке Рибль, лежащей в 7 км севернее, в живописной местности Stonyhurst находится открытая в 1794 году иезуитская коллегия и главная католическая семинария Англии. Достопримечательное здание возведено при Елизавете, оно имеет при себе большой парк и библиотеку, музей, картинную галерею и другие ценные коллекции.

## Спорт
Город славится своим футбольным клубом «Блэкберн Роверс», основанным в 1875 году и проводящим домашние матчи на стадионе «Ивуд Парк». Клуб трижды становился чемпионом Англии, шесть раз выигрывал Кубок страны и один раз Кубок Футбольной лиги. Также «Роверс» в разные годы попадали в Кубок УЕФА.

## Города-побратимы
- Перонн, Франция
- Альтена, Германия